# مانی‌گرم
مانی‌گرم (به انگلیسی: MoneyGram) شرکتی است که در سال ۱۹۴۰ (میلادی) در ایالات متحده آمریکا بنیانگذاری شده و هم‌اکنون پس از شرکت وسترن یونیون دومین شرکت در زمینه جابجایی شتابان پول در سراسر جهان است. ستاد این شرکت در دالاس تگزاس است. مانی‌گرام در بیش از ۲۰۰ کشور فعالیت داشته و دارای ۳۴۷٫۰۰۰ نمایندگی در سراسر جهان است.
حواله ارزی مانی‌گرم نیز گونه‌ای حواله فرد به فرد است. به این روش که فرستنده از یکی از شعبه‌های این شرکت اقدام به ارسال پول به گیرنده در نقطه ای دیگر از جهان می‌کند و گیرنده، با نشان دادن مدرک شناسایی، پول را دریافت می‌کند. این روش بیشتر برای مواردی بکار می‌رود که گیرنده پول، دارای حساب بانکی نبوده یا هر چه سریعتر باید وجه مورد نظر را دریافت کند. از جمله خدمات دیگر مانی‌گرم می‌توان به پرداخت حواله و قبض در هر کشوری اشاره کرد. با این روش، نیازی به حضور خود شخص پرداخت کننده نیست.

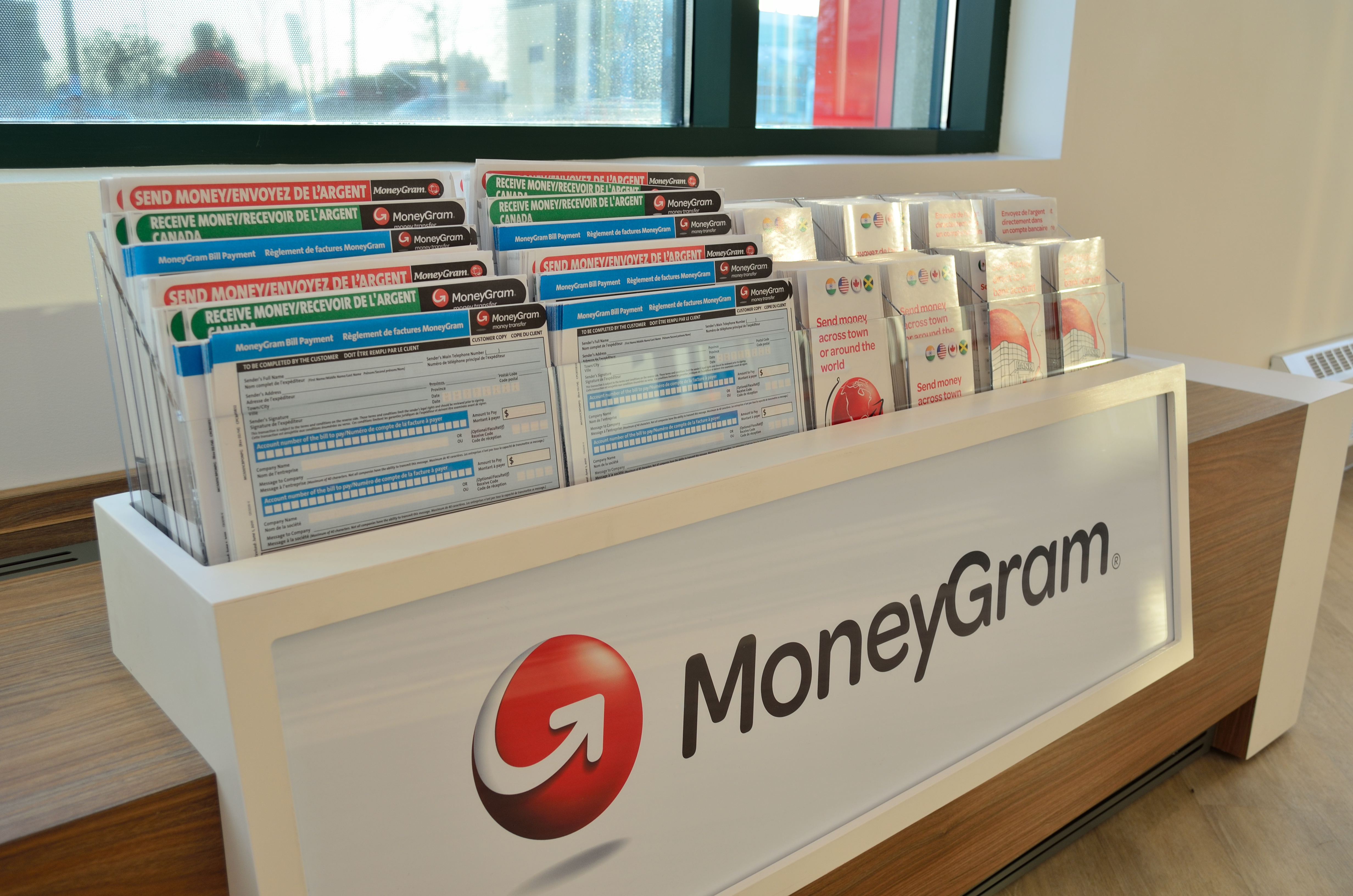
محصولات مانی‌گرم در ریچموند هیل، انتاریو

## روش کار
شخص فرستنده با در دست داشتن وجه پرداختی و همچنین مدرک شناسایی به یکی از نمایندگی‌های این شرکت رفته و فرمی را که در آن نام و نام خانوادگی خود، نام، نام خانوادگی و نام شهر فرد گیرنده در آن گنجانده شده را پر کرده و سپس آن فرم به همراه پول را به کارگزار دفتر می‌سپارد. سپس از کارگزار دفتر کدی هشت رقمی به فرستنده داده می‌شود. فرستنده این کد را تنها و تنها در اختیار فرد گیرنده قرار می‌دهد و گیرنده با همراه داشتن مدرک شناسایی عکس‌دار به شعبه شرکت در شهر خود رفته و پس از دادن کد، پول را دریافت می‌کند. این جابجایی، همواره چند ساعت به درازا می کشد.